# Paul Cohen
Paul Joseph Cohen (ur. 2 kwietnia 1934 w Long Branch, zm. 23 marca 2007 w Stanford) – amerykański matematyk, od 1964 roku był profesorem Uniwersytetu Stanforda.
Jego główne zasługi dotyczą podstaw matematyki, zwłaszcza teorii mnogości. Udowodnił niezależność aksjomatu wyboru i hipotezy continuum od aksjomatów Zermela-Fraenkla; w 1966 roku za to osiągnięcie otrzymał medal Fieldsa. Osiągnięcia te są uznawane za przełomowe dla nauki i filozofii.

## Życiorys
W roku 1953 ukończył Brooklyn College, a rok później miał już magisterium z matematyki na Uniwersytecie Chicagowskim. Cztery lata później był doktorem matematyki tegoż uniwersytetu (promotorem jego doktoratu był polski matematyk Antoni Zygmund). Kolejny rok spędził w Massachusetts Institute of Technology, potem następne dwa w Institute for Advanced Study w Princeton. Od 1961 roku wykładał na Uniwersytecie Stanforda, gdzie w 1964 roku uzyskał profesurę.
Cohen rozwiązał 1. problem z 23 problemów Hilberta, czyli rozstrzygnięcie hipotezy continuum. Problem ten był – obok wielkiego twierdzenia Fermata – jednym z najbardziej znanych zagadnień matematycznych.
Dzięki stworzonej przez siebie metodzie forsingu Paul Cohen rozstrzygnął w 1964 roku to zagadnienie. Otóż okazało się, że hipoteza continuum jest niezależna od „zwykłych” aksjomatów matematyki: można ją przyjąć jako dodatkowy aksjomat lub przyjąć jej zaprzeczenie – i w obu wypadkach nie popadnie się w sprzeczność. Metoda forsingu obecnie jest jednym z silniejszych narzędzi w teorii mnogości i logice.
Oznacza to, iż możliwa jest matematyka z hipotezą continuum i całkiem inna – bez niej. Jest to sytuacja dość podobna do istniejącej ponad stulecie wcześniej z geometrią nieeuklidesową.